# Tambak Harjo
Tambak Harjo is een bestuurslaag in het regentschap Semarang van de provincie Midden-Java, Indonesië. Tambak Harjo telt 3111 inwoners (volkstelling 2010).